# Tipula venusticornis
Tipula venusticornis är en tvåvingeart som beskrevs av Alexander 1964. Tipula venusticornis ingår i släktet Tipula och familjen storharkrankar.
Artens utbredningsområde är Myanmar. Inga underarter finns listade i Catalogue of Life.